# Hanna Brandén
Name the Pet, eller Hanna Brandén, är en svensk popartist född 1986 i Gävle.
Hennes debutalbum Name the Pet släpptes i november 2009. Uppföljaren Future/Now släpptes den 5 februari 2014.

## Diskografi
- 2009 - Name the Pet (album)
- 2014 - Future/Now (album)